# Sévérac d’Aveyron
Sévérac d’Aveyron község Franciaország Okcitánia régiójában, Aveyron megyében. Új községként 2016. január 1-jén jött létre öt korábbi község: Sévérac-le-Château, Buzeins, Lapanouse, Lavernhe és Recoules-Prévinquières egyesítésével. Az egyesüléskor az új község lélekszáma 4234 fő lett. Lakosainak száma 4044 fő (2022. január 1.).

## Népesség
| Lakosok száma | 4100 | 4084 | 4081 | 4069 | 4079 | 4062 | 4044 |
|               | 2016 | 2017 | 2018 | 2019 | 2020 | 2021 | 2022 |